# (3095) Omarkhayyam
(3095) Omarkhayyam (1980 RT2) – planetoida z pasa głównego asteroid okrążająca Słońce w ciągu 6,55 lat w średniej odległości 3,5 j.a. Została odkryta 8 września 1980 roku przez Lyudmiłę Żurawlową w Naucznyj. Nazwa planetoidy została nadana na cześć Omara Chajjama, perskiego poety, astronoma i filozofa.